# Ewa Kofin
Ewa Kofin (ur. 2 maja 1931 w Makowie Podhalańskim, zm. 21 lutego 2021) – polska teoretyczka muzyki, publicystka, krytyczka i pedagożka muzyczna.

## Życiorys
Ukończyła studia w zakresie teorii muzyki w Państwowej Wyższej Szkole Muzycznej we Wrocławiu. W latach 1956–75 pracowała jako recenzentka muzyczna we wrocławskim czasopiśmie Słowo Polskie. Jednocześnie w latach 1966–1972 była dyrektorką Państwowej Szkoły Muzycznej II stopnia we Wrocławiu, jednak z powodów politycznych została zwolniona z tego stanowiska. Z inicjatywy prof. Stanisława Pietraszki od 1973 r. wykładała w Instytucie Kulturoznawstwa Uniwersytetu Wrocławskiego, zaś w latach 1982–1996 także w Akademii Muzycznej we Wrocławiu. Z jej inicjatywy Uniwersytet Wrocławski na początku lat 1990. zdecydował o reaktywacji studiów muzykologicznych. Przez pewien czas była dyrektorem artystycznym Festiwali Moniuszkowskich w Kudowie-Zdroju.
Ponadto współpracowała jako publicystka m.in. z Odrą i Ruchem Muzycznym, a ponadto była autorką książek Muzyka telewizyjna (1980), Semiologiczny aspekt muzyki (1991), Muzyka wokół nas oraz trzytomowej historii festiwalu Wratislavia Cantans – ta pierwsza była książkową wersją jej rozprawy doktorskiej napisanej u Zofii Lissy na Uniwersytecie Warszawskim.  Ponadto zbiór swoich wywiadów z artystami muzykami zebrała w tomie Ich słowa.
Z jej inicjatywy władze Wrocławia sprowadziły do miasta Andrzeja Markowskiego, który stworzył Międzynarodowy Festiwal Wratislavia Cantans.
Zmarła 21 lutego 2021 i została pochowana na cmentarzu przy ul. Kiełczowskiej we Wrocławiu.